# Hookeria serrata
Hookeria serrata là một loài Rêu trong họ Hookeriaceae. Loài này được Ångström mô tả khoa học đầu tiên năm 1876.